# Stephanie Schimmer
Stephanie Schimmer (* 17. Oktober 1982 in Wien) ist eine österreichische Autorin, Regisseurin und Schauspielerin.

## Werdegang
In Baden bei Wien aufgewachsen, begann Schimmer ihre Theaterlaufbahn am Volkstheater Wien. Parallel zu ihrem Privatstudium der Sprechtheaterdramaturgie bei Peter Simhandl folgten erste Regiearbeiten im Sprechtheater-, Performance- und Kurzfilmbereich (u. a. Regie zum Kurzfilm Hybris, UTV, Votivkino Wien; Performance Als die Blumenfrau ihrem Topf entstieg, das Leben von Françoise Gilot mit Pablo Picasso, NL40 Wien). Gleichzeitig absolvierte die ehemals aktive Leistungsfechterin (Fechtunion Mödling) zahlreiche Lehrgänge für Szenisches Fechten und Bühnenkampf, u. a. an der Akademie der Fechtkunst Deutschlands.
Engagements als Regieassistentin, Inspizientin und Kampfchoreographin führten Schimmer u. a. an die Bühne Baden, die Oper Frankfurt, die Volksoper Wien, die Oper Graz, die Opéra National de Bordeaux und das Opernhaus des Staatstheaters Nürnberg. Seit September 2014 fungiert sie als künstlerische Leiterin sowie Dramaturgin und Hausautorin der Comödie Fürth. Ihre Stücke sowie Musical-, Operetten- und Komödienbearbeitungen und Inszenierungen wurden und werden durch den Bayerischen Rundfunk aufgezeichnet und ausgestrahlt.
Ihre Inszenierung von Mozarts „Don Giovanni“, die sie im Rahmen der Sommerakademie der Wiener Philharmoniker gemeinsam mit Wolfgang Gratschmaier realisierte, wurde für ORF III aufgezeichnet und 2022 mit dem Österreichischen Musiktheaterpreis für die beste Jugend / Universität / Musik-Akademie-Produktion ausgezeichnet. Im selben Jahr konnte auch Schimmers Inszenierung ihrer jazzigen Neubearbeitung von Lehárs „Die Lustige Witwe“ die Jury von BR-Klassik überzeugen und brachte der Comödie Fürth den begehrten „Operettenfrosch“.

## Stücke und Stückbearbeitungen
- Pension Schöller von Carl Lauffs und Wilhelm Jacoby; Bearbeitung; Comödie Fürth 2014; Aufzeichnung durch den BR
- Broadwoaschdwalzer von Martin Rassau und Stephanie Schimmer; Schlossgartenfestspiele Wirsberg 2015, sowie Comödie Fürth 2016
- Floh im Ohr nach Georges Feydeau; Neufassung; Comödie Fürth 2015; Aufzeichnung durch den BR
- Im weißen Rößl von Ralph Benatzky; Textfassung und Co-Regie mit Wolfgang Gratschmaier; Operettensommer Kufstein 2015
- Der Meisterboxer Bearbeitung; Comödie Fürth 2015; Aufzeichnung durch den BR
- Ein Käfig voller Narren von Jerry Herman und Harvey Fierstein; Bearbeitung; Comödie Fürth 2016
- Die Fledermaus von Johann Strauß, Libretto: Karl Haffner, Richard Genée; Bearbeitung der bestehenden Textfassung, Staatstheater Nürnberg 2016
- Die Wurzel des Übels von Stephanie Schimmer; Comödie Fürth 2016; Aufzeichnung durch den BR; erschienen im Breuninger-Verlag Aarau (Schweiz)
- Boeing-Boeing von Marc Camoletti, Übersetzung und Bearbeitung; Comödie Fürth 2016; Aufzeichnung durch den BR
- Die spanische Fliege von Arnold und Bach; Bearbeitung; Comödie Fürth 2017 Aufzeichnung durch den BR
- Charleys Tante, Musikalisches Lustspiel von Stephanie Schimmer nach Charleys Tante von Brandon Thomas; Comödie Fürth 2017; Aufzeichnung durch den BR
- Jetzt nicht, Liebling von Ray Cooney und John Chapman, Bearbeitung; Comödie Fürth 2018
- Der wahre Jakob von Arnold und Bach; Bearbeitung; Comödie Fürth 2018; Aufzeichnung durch den BR
- Das perfekte Desaster Dinner von Marc Camoletti in der Fassung von Michael Niavarani; Bearbeitung; Comödie Fürth 2019; Aufzeichnung durch den BR
- Die lustige Witwe Neufassung von Stephanie Schimmer als Jazz-Operette nach dem Original von Franz Léhar, arrangiert von Lars J. Lange, Michael Flügel und Thilo Wolf; Comödie Fürth 2019; Aufzeichnung durch den BR; zwischen 2019 und 2022 über 100 gespielte Vorstellungen
- Unkraut vergeht nicht von Stephanie Schimmer, nach einer Idee von Volker Heißmann und Martin Rassau; Comödie Fürth 2020; Aufzeichnung durch den BR
- Der verkaufte Großvater von Anton Hamik in einer Neufassung von Stephanie Schimmer, Comödie Fürth 2021; Aufzeichnung durch den BR
- Der Raub der Sabinerinnen nach dem Original von Franz und Paul Schönthan in einer Neufassung von Stephanie Schimmer, Comödie Fürth 2022; Aufzeichnung durch den BR
- Seitensprung steuerfrei von Stephanie Schimmer, Comödie Fürth 2024; Aufzeichnung durch den BR

## Inszenierungen
- Im weißen Rößl von Ralph Benatzky; Textfassung und Co-Regie mit Wolfgang Gratschmaier; Operettensommer Kufstein 2015
- Tosca von Giacomo Puccini; Regie gemeinsam mit Wolfgang Gratschmaier; OperBurgGars, Gars am Kamp 2018
- Little Me von Cy Coleman und Neil Simon; Deutsche Erstaufführung; Regie gemeinsam mit Wolfgang Gratschmaier, Stadttheater Fürth 2019
- Die lustige Witwe Neufassung von Stephanie Schimmer nach dem Original von Franz Léhar, Inszenierung, Comödie Fürth 2019

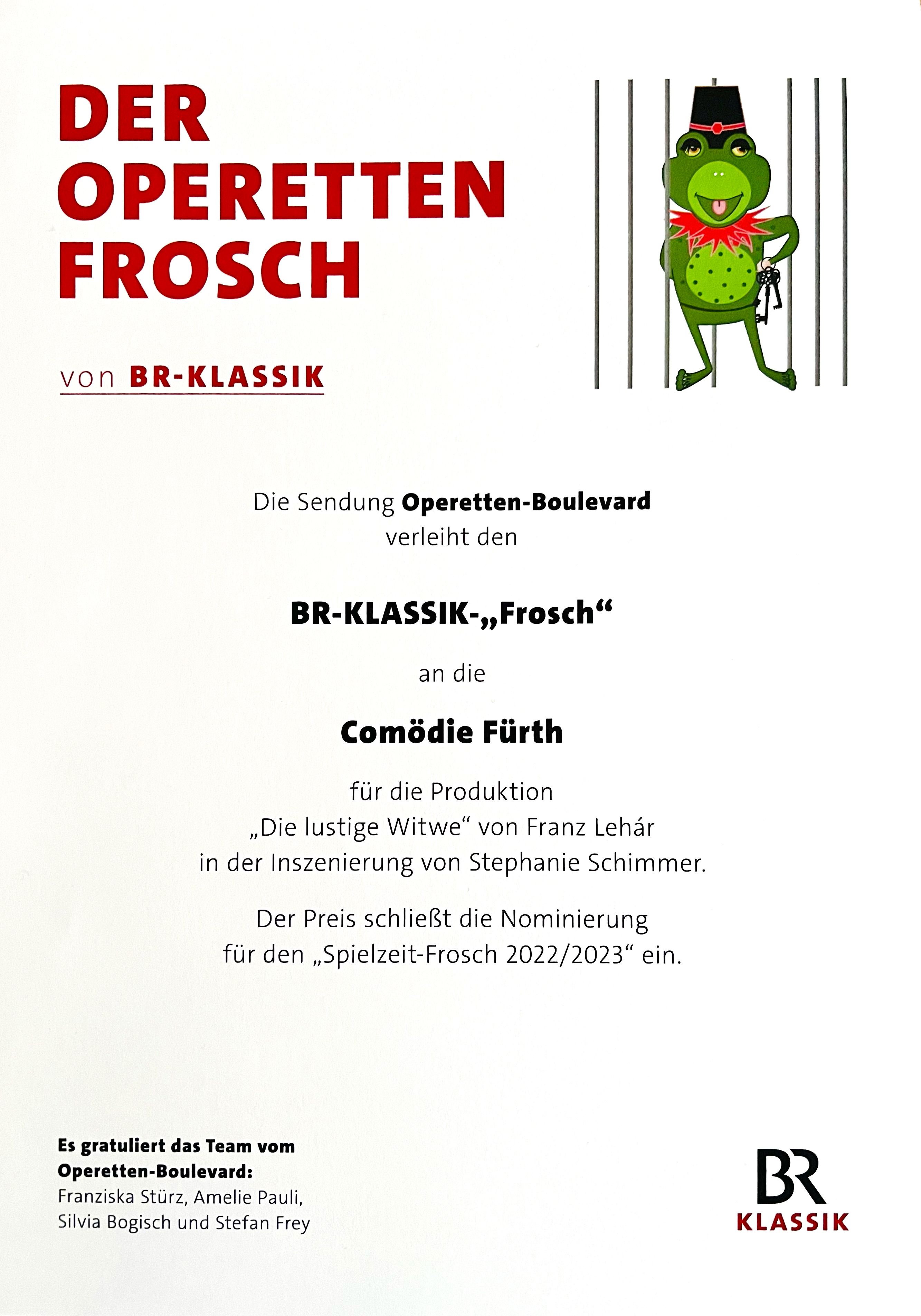
Urkunde von BR-Klassik; Operettenfrosch 2022 für die Produktion Die Lustige Witwe in einer Inszenierung und Neufassung von Stephanie Schimmer; Comödie Fürth 2019–2022

- Don Giovanni, Dramma giocoso von Wolfgang Amadeus Mozart, Libretto: Lorenzo Da Ponte; Regie gemeinsam mit Wolfgang Gratschmaier, Angelika-Prokopp-Sommerakademie der Wiener Philharmoniker, Musikverein Graz 2021; Aufzeichnung für ORF III (Ausstrahlung: 22. August 2021)
- Zwei wie Bonnie und Clyde von Tom Müller und Sabine Misiorny; Comödie Fürth 2022
- Im Weißen Rössl, von Ralph Benatzky, Inszenierung und Textfassung; Bad Kissinger Festspiele 2023;  Aufzeichnung durch den BR (Sendetermin: 31. Dezember 2023)
- Die Fledermaus von Johann Strauß (Sohn); Inszenierung und Textfassung; Nationaltheater Mannheim 2023[2]
- Im Weißen Rössl, von Ralph Benatzky, Inszenierung und Textfassung; Comödie Fürth 2024
- Die lustige Witwe Neufassung von Stephanie Schimmer nach dem Original von Franz Léhar, Inszenierung, Bad Kissinger Festspiele 2024

## Theaterpreise
- Operettenfrosch für die Produktion „Die Lustige Witwe“, Comödie Fürth; verliehen von BR-Klassik 2022[3]
- Österreichischer Musiktheaterpreis – beste Jugend / Universität / Musik Akademie Produktion; für die Produktion Don Giovanni im Rahmen der Angelika-Prokopp-Sommerakademie der Wiener Philharmoniker; 2022[4]

## Kampfchoreographien
- Don Giovanni, Dramma giocoso von Wolfgang Amadeus Mozart, Libretto: Lorenzo Da Ponte; Staatstheater Nürnberg 2013
- Otello, Oper von Giuseppe Verdi, Libretto: Arrigo Boito; Staatstheater Nürnberg 2013
- Otello, Oper von Giuseppe Verdi, Libretto: Arrigo Boito; Opéra National de Bordeaux 2013
- Casanova, Schauspiel von Jutta Schubert; Theater Ansbach 2016
- Die Drei Musketiere, Musical von Nora Khuon und Markus Bothe; Theater Ansbach 2016

## Lehrtätigkeit
- Workshop als freie Dozentin an der Bayerischen Theaterakademie August Everding, Zweig: Musical 2019
- Dozentin für szenische Gestaltung bei der Operetten Meisterklasse 2021 (Mörbisch) der ISA (Internationalen Sommerakademie der mdw - Universität für Musik und Darstellende Kunst Wien)
- Workshop als freie Dozentin an der Bayerischen Theaterakademie August Everding zur Vorbereitung des Musical „Twelfth Nigth“, Zweig: Musical 2022

## Rollen
- Funny Money 2014 (als Kommissarin Schmidt); Comödie Fürth; Aufzeichnung durch den BR
- Floh im Ohr 2015 (als Mizzi Katz); Comödie Fürth; Aufzeichnung durch den BR
- Boeing-Boeing 2016 (als Claudia Pospischil – Austrian Airlines); Comödie Fürth; Aufzeichnung durch den BR
- Die spanische Fliege 2017 (als Adele); Comödie Fürth; Aufzeichnung durch den BR
- Jetzt nicht, Liebling 2018 (als Cordula Wolke); Comödie Fürth; Aufzeichnung durch den BR
- Der Raub der Sabinerinnen 2022 (als Peppi), Comödie Fürth; Aufzeichnung durch den BR